# Kafanchan
Kafanchan – miasto w południowej części stanu Kaduna, w północno-środkowej Nigerii. Według danych na rok 2012 liczy 33 605 mieszkańców.